# Svart murarvägstekel
Svart murarvägstekel (Auplopus carbonarius) är en insektsart som beskrevs av Giovanni Antonio Scopoli 1763.
Arten ingår i släktet murarvägsteklar och familjen vägsteklar. Arten är reproducerande i Sverige. Inga underarter finns listade i Catalogue of Life.